# Saint-Rieul
Saint-Rieul (tiếng Breton: Sant-Rieg) là một xã của tỉnh Côtes-d’Armor, thuộc vùng Bretagne, tây bắc Pháp.

## Dân số
Người dân ở Saint-Rieul được gọi là Rieulais.